# Кадыров, Изамудин Генжеевич
Изамудин Генжеевич Кадыров (8 февраля 1944, с. Гели, Карабудахкентский район, Дагестанская АССР, РСФСР, СССР) — заслуженный тренер СССР (02.08.1980) и России по вольной борьбе. Заслуженный работник физической культуры Дагестана, кавалер ордена «Знак Почёта»; почётный гражданин города Махачкала.

## Биография
Родился в 1944 году в селении Гели Карабудахкентского района Дагестана. Кумык
На Олимпийских играх 1980 года в Москве его воспитанники Сайпулла Абсаидов и Магомед-Гасан Абушев выиграли золотые медали.